# جاناتان دانکن (شناگر)
جاناتان دانکن (به انگلیسی: Jonathan Duncan) (زادهٔ ۱۶ مهٔ ۱۹۸۲) شناگر اهل نیوزیلند است.